# Поповський Анатолій Михайлович

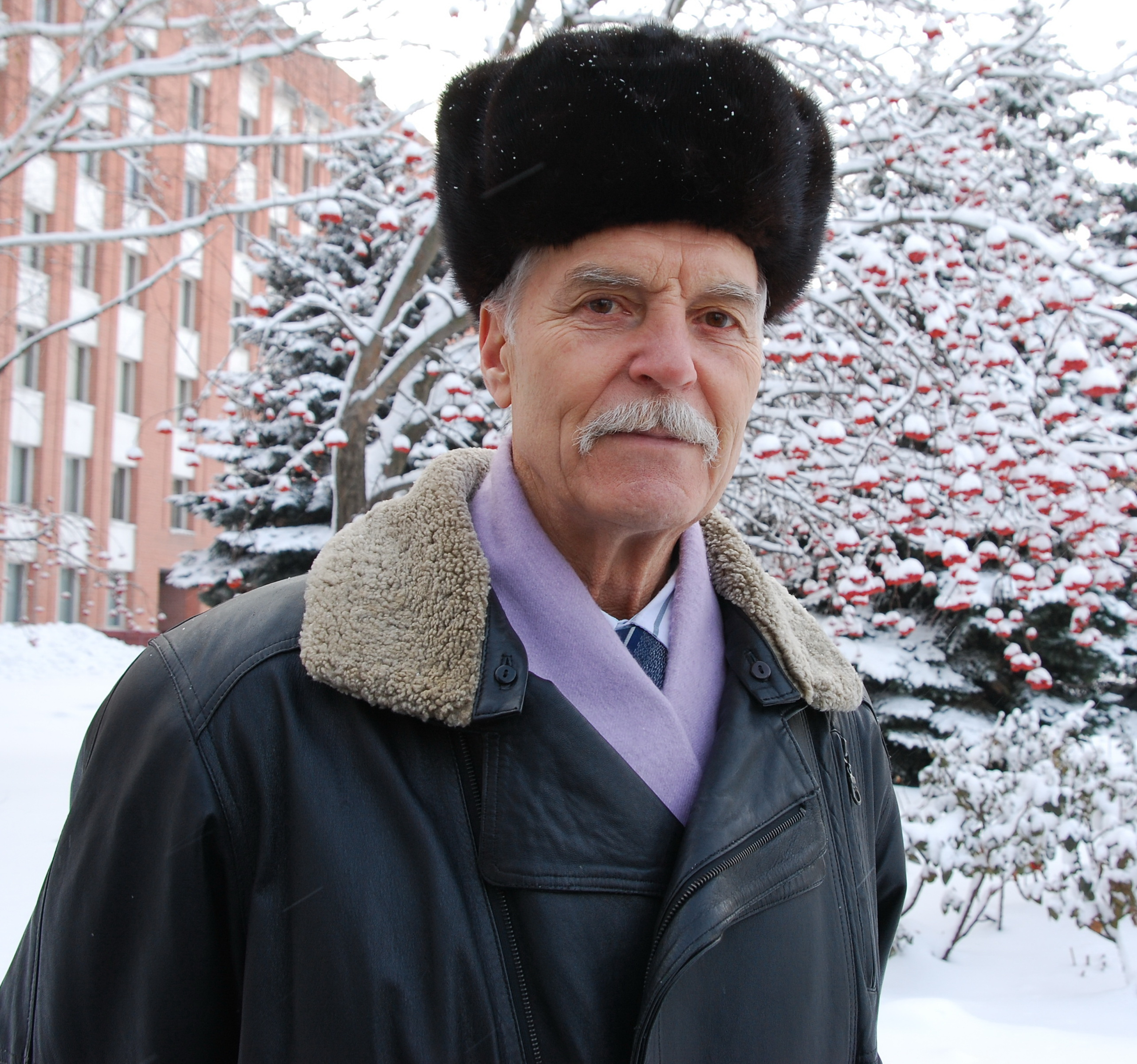
Анатолій Поповський

Поповський Анатолій Михайлович (29 жовтня 1935, с. Приют, тепер Магдалинівського району Дніпропетровської області) — український мовознавець, доктор філологічних наук з 1991, професор з 1992.  Дослідник мови художньої літератури, фольклору, лінгвістичної спадщини, преси Полтавщини 2-ї половини 19 — початку 20 століття. 
Вчений-філолог Анатолій Михайлович Поповський започаткував наукову школу з проблем вивчення мови творчої спадщини письменників, вилучених з історичного процесу формування української культури. У колі досліджень також історія української літературної мови, лексикографія, діалектологія, ономастика, термінологія, дериватологія, риторика, поетичний синтаксис, краєзнавство. 
У 1962 р. закінчив історико-філологічний факультет (спеціальність — українська мова та література) Дніпропетровського державного університету, був рекомендований професором В. С. Ващенком для педагогічної роботи на кафедрі української мови. 
У 1972 р. захистив кандидатську дисертацію «Лінгвістичне та історико-культурне значення полтавських говорів у формуванні української літературно-національної мови». З 1974 р. — доцент кафедри української мови. 
У 1990 р. захистив докторську дисертацію «Південноукраїнські джерела в історії формування української літературної мови». З 1991 р. — завідувач кафедри загального та слов’янського мовознавства, з 1992 р. — професор, а з 1998 р. — професор кафедри української мови Дніпровського національного університету імені Олеся Гончара. З 1998 р. — професор кафедри українознавства, невдовзі — кафедри мовної підготовки Дніпропетровського державного університету внутрішніх справ. 
Анатолій Поповський є автором понад 850 публікацій. Високо оцінені науковою громадськістю навчальні посібники: «Мова фольклору та художньої літератури Південної України ХІХ — початку ХХ століття», «Значення південноукраїнських степових говорів у формуванні літературно-національної мови», «Словничок московсько-український Андрія Самохваліва», «Лінгвістичне та історико-культурне значення полтавських говорів у формуванні української літературно-національної мови». Співавтор «Енциклопедії Сучасної України», «Української літературної енциклопедії» у 5 томах, «Українська мова. Енциклопедія» та «Шевченківської енциклопедії». 

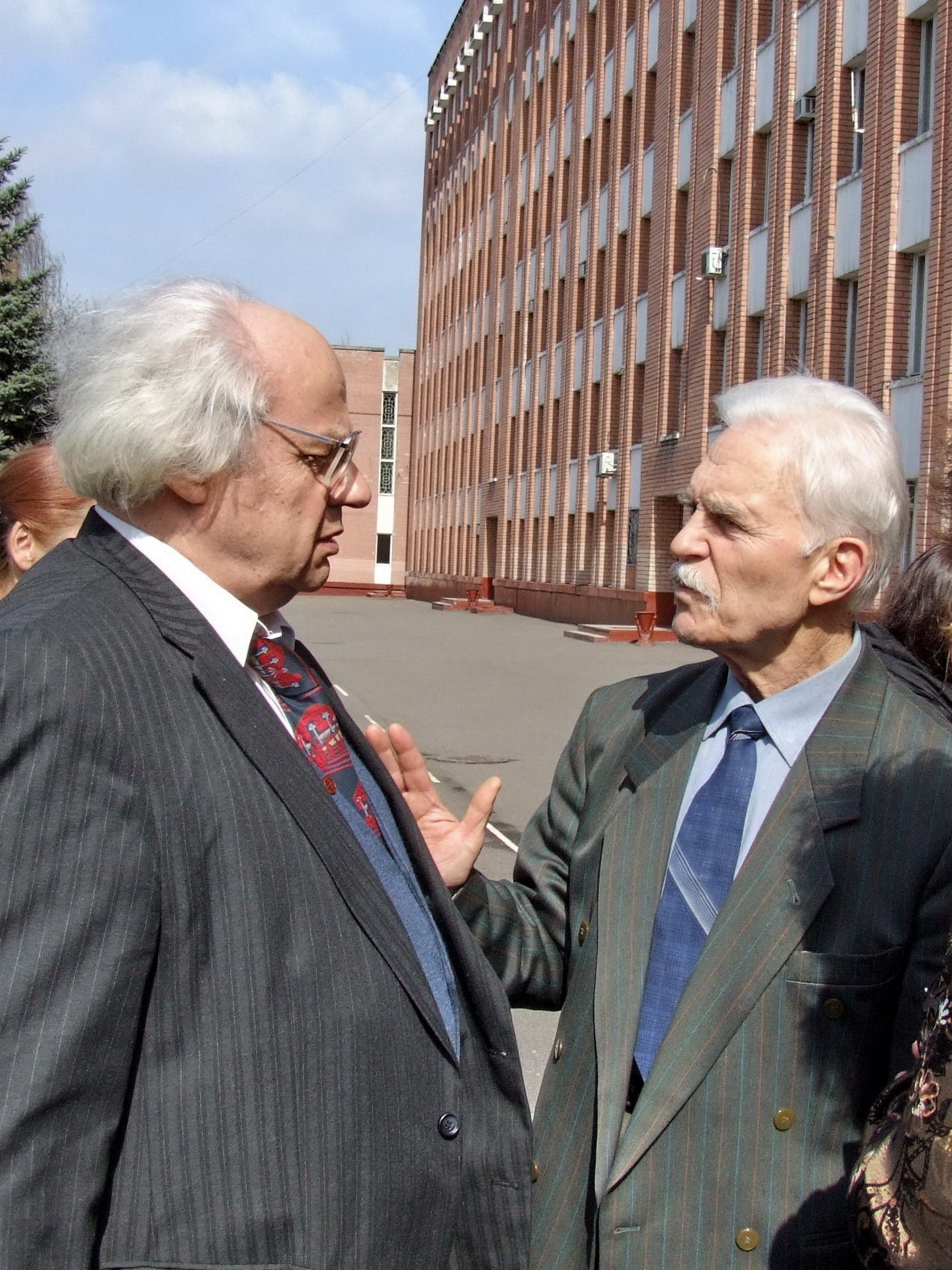
Анатолій Поповський та Іван Драч

Член редколегії багатьох громадських, літературно-художніх та наукових часописів, а також наукових збірників деяких вишів України. Підготував 17 кандидатів філологічних наук. Член спеціалізованих рад із захисту кандидатських дисертацій ДНУ імені Олеся Гончара та Запорізького національного університету. А. М. Поповський — учасник 210 міжнародних симпозіумів. Голова Конгресу української інтелігенції Дніпропетровщини (1992–2012), голова міського товариства «Просвіта» (1994–2013). Делегат III, IV Всесвітнього Форуму Українців, учасник міжнародних конгресів україністів (Чернівці, 2002, Донецьк, 2005). Нагороджений знаками «Відмінник освіти України», «Петро Могила» та ін. 
Анатолій Михайлович Поповський  став фундатором та незмінним заступником головного редактора, заснованого в 1998 році, літературно-художнього та громадсько-публіцистичного журналу «Крила»,  наставником «Молодої музи Січеславщини». Поетеса Ольга Журавель  мовила : «він людина  в найвищому вимірі цього поняття – добра, чесна, високоморальна, культурна  й делікатна. Одним словом, Людина з великої літери… кожен, кому пощастить поспілкуватись  з цією надзвичайною особистістю, відчує величезну  силу стремлінь,  зігріється  неприхованим світлом духовності».
А. М. Поповський плідно працює з обдарованою молоддю. Уклав дві поетичні збірки “Молода муза Січеславщини” (1998, 2000), альманах “Поетична Феміда” (2004). Серед його вихованців шість членів Національної Спілки письменників України – Наталя Кривенко, Леся Мудрак, Леся Степовичка, Наталія Дев’ятко, Юрій Шковиря, Людмила Степаненко, а також призер Всеукраїнського конкурсу художньої прози 2000 року Алла Сєрова.

## Доробок
Автор праць з історії української літературної мови, української діалектології та ін.:
- «Мова фольклору та художньої літератури Південної України XIX — початку XX століття» (1987),
- «Нормативні тенденції в мові фольклору Південної України XIX — початку XX століття» (1988),
- «Південноукраїнські джерела в історії формування української літературної мови» (1990),
- «Мова художньої літератури Південної України XIX — початку XX століття» (1992),
- словник «Українізми в російських народних говорах» (1994, у співавт.),
- «Самобутні тенденції у розвитку мови:[навч. посібник]» (1995, у співавт.),
- «Державність української мови: декларації і дійсність» (2001),
- «Про слово борщ та його деривати в українській мові» (2003),
- «Терміни-відантропоніми судової балістики» (2004, у співавт.),
- «Чинники та античинники культури сучасного українського мовлення» (2008),
- «Фразеологічні одиниці зі значенням «говорити» і «мовчати» в мові художніх творів Є.П. Гуцала» (2009),
- «Слово "борщ" в ономастичному та апелятивному контексті» (2009),
- «Кінонімія в сучасній українській мові: принципи номінації та способи творення: монографія» (2010, у співавт.),
- «Мова в діяльності юриста» (2010),
- «Поетичний синтаксис Миколи Кузьменка» (2011),
- «Сакральний світ Олеся Гончара» (2013),
- «Слово доля в мові Тараса Шевченка» (2014),
- «Українське козацтво в літературних казках П. Коробчанського і В. Корнієнка» (2014),
- «Лінгвістичне та історико-культурне значення полтавських говорів у формуванні української літературно-національної мови» (2015),
- «Українська мова (за професійним спрямуванням): Навчальний посібник» (2015, у співавт.),
- «Південноукраїнські джерела в історії формування української літературної мови» (2018),
- «Лексико-семантичні функції слова кат в українській мові» (2018),
- «Словотвірне гніздо слова ХАБАР» (2020),
- «Лексичний розмай козацького духу Михайла Чхана» (2020),
- «Дещиця про українські прізвища» (2020),
- «У роздумах плинного часу...» (2020)
- Мова в правничій діяльності. Українська правнича енциклопедія . Київ : Алерта, 2023.   та ін.